# Masataka Taketsuru

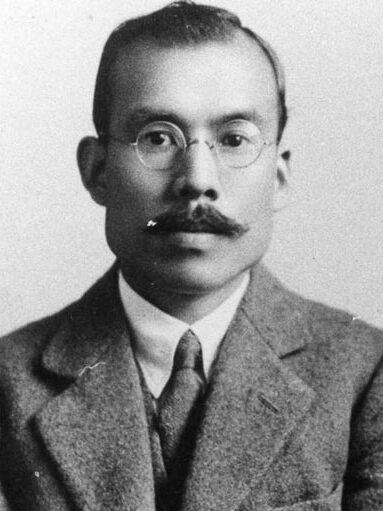
Masataka Taketsuru (ca. 1920)

Masataka Taketsuru (japanisch 竹鶴 政孝 Taketsuru Masataka; * 20. Juni 1894; † 29. August 1979) war ein japanischer Chemiker und Unternehmer. Er ist als Begründer der japanischen Whiskyindustrie und der Nikka Whisky Destilling bekannt.

## Jugend und erste berufliche Erfahrungen
Masataka Taketsuru stammte aus einer Familie, die seit 1733 eine Sake-Brauerei besaß. Er wurde als dritter Sohn in Takehara in der Präfektur Hiroshima geboren.Taketsuru wuchs mit der Kultur und dem Umfeld des Sake-Brauens auf und kommentierte selbst die Strenge des Betriebs seiner Familie: „Frauen sind in der Brauerei nicht erlaubt, man wählt nur die beste Hefe und verzichtet auf schlechte Angewohnheiten.“ All dies diente dazu, die Qualität des Sake und den Namen der Brauerei zu wahren. Eine strenge Herangehensweise an die Herstellung von Alkohol gehörte zu seinem Erbe.
Sein ausgeprägtes Gespür für Whisky führte er auf eine Nasenverletzung zurück, die er sich als 8-Jähriger bei einem Treppensturz zuzog. Taketsuru wurde für seine Ausbildung auf eine Mittelschule in der Nähe seines Zuhauses geschickt, wo er sich einen Schlafsaal mit dem zukünftigen japanischen Premierminister Hayato Ikeda teilte. Die beiden verband eine lebenslange Freundschaft.
Im Jahr 1916 schloss er sein Studium an der Technischen Hochschule in Osaka im Fach Organische Chemie, Fachrichtung Fermentierbare Lebensmittel ab und arbeitete im Anschluss bei Settsu Shuzo Co., dem damals führenden Produzenten von Industriealkohol, ebenfalls in Osaka. Hier war seine Aufgabe Getreidealkohol mit Fruchtsaft, Gewürzen und Parfüm zu mischen, um den Geschmack und die Färbung zu erzielen, die schottischem Whisky ähneln sollte. Diese giftigen Experimente waren jedoch erfolglos, so dass sein Arbeitgeber ihn beauftragte die Whiskyherstellung in Schottland zu erlernen.

## Erfahrungen in Schottland
Als Masataka die Möglichkeit erhielt, nach Schottland zu gehen, war er der erste Japaner, der die Herstellung von Whisky vor Ort erlernte. Im Juli 1918 reist er von Kobe aus mit dem Schiff über den Pazifik in die USA, wo er zur Weiterbildung an der Westküste mehrere Weingüter in der Region von San Francisco besucht, und dann weiter nach Glasgow reiste, wo er am 31. Januar 1919 ankam.
Er schrieb sich an der Universität von Glasgow ein, belegte Chemiekurse und machte dann eine Ausbildung in drei schottischen Brennereien: Longmorn (Speyside), um das Mälzen zu lernen; Bo’ness (Lowlands) um das Brennen zu erlernen, und Hazelburn (Campbeltown) für das Blending.

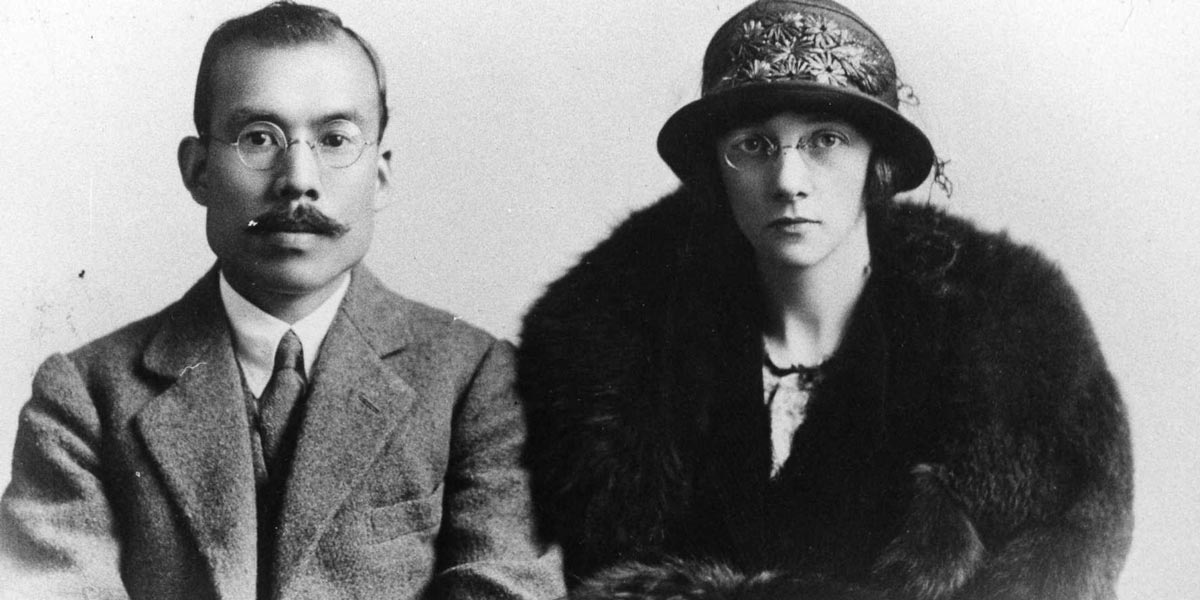
Masataka und Rita Taketsuru

Während seines Aufenthalts in Glasgow wohnte er im 11 Kilometer entfernten Kirkintilloch, im Haus der Familie Cowan. Dort lernte er Jessie Roberta Cowan, genannt Rita, die Tochter eines Arztes, der sein Vermieter war, kennen. Sie heirateten am 8. Januar 1920, gegen den Widerstand beider Familien, in Glasgow und zogen dann nach Campbeltown, wo Masataka in der Hazelburn Distillery arbeitete.

## Rückkehr nach Japan
Im Sommer 1920 kehrte er mit seiner Frau nach Japan zurück und arbeitete zunächst weiter für Settsu Shuzo. Ab 1923 baute er die erste japanische Whiskybrennerei – Yamazaki – für Suntory auf. Suntory stellte Masataka Taketsuru zu dem damaligem extrem hohen Gehalt von 4.000 Yen pro Jahr ein. Dies sollte angeblich höher gewesen sein, als das Gehalt des damals amtierenden japanischen Premierministers.
Seinen ersten Whisky, Suntory Shirofuda (Deutsch: weißes Etikett), brachte Suntory im April 1929 heraus. Es war jedoch ein großer Verkaufsflop. Taketsuru hatte einen robusten, rauchigen Scotch Whisky hergestellt, den die japanischen Kunden nicht erwarteten und nicht mochten. Aufgrund dessen konzentrierte Suntory sich jetzt mehr auf das Bierbrauen und Taketsuru wurde als Manager in die Brauerei nach Yokohama versetzt.

## Nikka Whisky Distilling
1934, nachdem sein zehnjähriger Vertrag bei Suntory ausgelaufen war und sich Suntory von der Brauerei in Yokohama getrennt hatte, gründete Taketsuru sein eigenes Unternehmen in Yoichi, Hokkaido.
Masataka Taketsuru hatte dank Rita, seiner schottischen Ehefrau, einige wohlhabende Industrielle kennengelernt, deren Ehefrauen Rita Englischunterricht gab. Diese Finanziers waren bereit, ihn zu unterstützen, und Nikka war geboren. Die Yoichi-Destillerie begann 1940 mit der Herstellung von Nikka-Whisky.
Während der ersten Jahre der Reifung des Whiskys in Eichenfässern beschloss Masataka Taketsuru, das Unternehmen Dai Nippon Kaju zu gründen, was so viel bedeutet wie „die große japanische Saftfabrik“, um ein zweites Standbein für Fruchtsäfte aus den Äpfeln der Region Hokkaido aufzubauen. Im Jahr 1952 wurde die Gruppe in Nikka Whisky Distilling Co. Ltd. (ニッカウヰスキー株式会社 Nikka Uwisukī Kabushiki-gaisha) umbenannt, eine Verkleinerungsform von NIppon und KAju. 1954 übernahm die ASAHI Breweries Co.Ltd. 50 % der Anteile von Nikka und kaufte die restlichen 50 % der Anteile 2001.
Rita Cowan starb 1961 im Alter von 65 Jahren an Leberzirrhose. Es blieb unklar, ob der Grund mangelhafte Ernährung oder Alkoholkonsum war. Sie hatte bereits in Schottland starke gesundheitliche Probleme. Heute ist ihre Heimatstadt Kirkintilloch die Partnerstadt von Yoichi.
Im Jahr 1969 eröffnete Tsketsuru eine zweite Brennerei, Miyagikyo, auf der Insel Honshu. Der Standort, der nicht allzu weit von der Stadt Sendai entfernt ist, war für ihn ideal, denn Taketsuru fand, dass die Landschaft an das schottische Hochland erinnerte.
Taketsuru verbrachte den Rest seines Lebens damit, Nikka zu einer nationalen Marke auszubauen, verleugnete aber nie, dass er in erster Linie ein Handwerker und erst in zweiter Linie ein Geschäftsmann war.
Taketsuru lebte nach dem Tod seiner Frau noch weitere 18 Jahre und starb 1979 85-jährig an einer Lungenentzündung.

## Weitere Entwicklungen
Sein Sohn Takeshi wurde 1985, sechs Jahre nach dem Tod seines Vaters, Präsident von Nikka und hatte dieses Amt bis 2001, der Komplettübernahme durch Asahi, inne. Er blieb bis zu seinem Tod, 2014, mit 90 Jahren, Berater des Unternehmens.
1989 erwarb Nikka, unter der Führung Takeshi Taketsurus, die seit 1986 geschlossene Ben Nevis Destillerie, die seit 1990 wieder produziert.
Anfang der achtziger Jahre begann der Whiskykonsum in Japan zu sinken, da 1984 eine neue Steuer eingeführt wurde, die auch für andere Getränke wie Wein (aus dem Ausland und aus dem Inland) sowie Shōchū (japanischer destillierter Schnaps) galt. Bis 2008 ging die Nachfrage weiter zurück. Dies führte zur Schließung einiger japanischen Whisky-Produktionsstätten.
Seit 2002 verleiht die Universität Glasgow einen von Takeshi Taketsuru gestifteten Universitätspreis, der jährlich im Gedenken an seinen Vater vergeben wird. Es wird die beste Praktikumsleistung im Masterstudiumsgang Chemie prämiert.
Seit 2015 hat Nikka jedes Jahr Preise und Anerkennung bei verschiedenen internationalen Wettbewerben gewonnen. Der Taketsuru Pure Malt 17 Year zum Beispiel wurde 2018 zum World’s Best Blended Malt gewählt, während der Taketsuru Pure Malt 25 Year diese Auszeichnung 2019 erhielt.
Nach Jahren der Stagnation erfreut sich japanischer Whisky ab 2014 wieder einer steigenden Nachfrage. Grund dafür ist auch die Liebesgeschichte, die mit Yoichi, der Brennerei Nikkas, verbunden ist. Zwischen 2014 und 2015 zeigte der staatliche Fernsehsender NHK eine 91 Episoden lange Serie über das Leben und die Liebe von Rita und Masataka Taketsuru mit dem Titel Massan, dem Kosenamen von Rita für ihren Ehemann, im Frühstücksfernsehen. Das Epos wurde ein riesiger Erfolg. Weil große Teile in Yoichi und Hokkaido gefilmt wurden, bescherte das TV-Drama der Nikka Destillerie eine Flut von Besuchern und machte Whisky-Trinken wieder beliebt. Die Verkaufszahlen stiegen gewaltig.
2018 wurde das Lebenswerk von Rita Cowan mit einer Ausstellung in ihrer Heimatstadt Kirkintilloch gewürdigt. 2019 wurde mit The Water of Life ein Theaterstück über das Leben von Rita und Masataka Taketsuru in Kirkintilloch uraufgeführt.
2021 erschien On the Production Methods of Pot Still Whisky (deutsch: Über die Herstellungsmethoden von Pot Still Whisky) erstmals auf Englisch. Es handelt sich hierbei um den Bericht den Masataka Taketsuru nach seiner Rückkehr aus Schottland 1920 für seinen Arbeitgeber verfasst hat.